# هوراشيو سي. بيرشارد
هوراشيو سي. بيرشارد هو محامي وسياسي أمريكي، ولد في 22 سبتمبر 1825 في مارشال في الولايات المتحدة، وتوفي في 14 مايو 1908 في فري بورت في الولايات المتحدة. نشط حزبياً في الحزب الجمهوري. وقد انتخب عضو مجلس نواب إلينوي ‏ وانتخب عضو مجلس النواب الأمريكي ‏.